# 1954 no jornalismo
Nesta página encontrará referências aos acontecimentos directamente relacionados com o jornalismo ocorridos durante o ano de 1954.

## Eventos
- 5 de agosto – Atentado contra o jornalista e político brasileiro Carlos Lacerda, episódio que ficou conhecido como Crime da rua Tonelero. Um segurança de Lacerda, major Rubens Florentino Vaz, morre baleado.

## Nascimentos
| Data           | Nome         | Profissão                       | Nacionalidade | Observações | Ref |
| -------------- | ------------ | ------------------------------- | ------------- | ----------- | --- |
| 30 de maio     | Daniel Herz  | jornalista                      | Brasil        | m. 2006     |     |
| 2 de junho     | Antero Greco | jornalista esportivo            | Brasil        |             |     |
| 10 de julho    | Lim Kay Tong | ator, apresentador e jornalista | Singapura     |             |     |
| 15 de setembro | Hrant Dink   | editor, jornalista e colunista  | Turquia       | m. 2007     |     |

## Mortes
| Data      | Nome         | Profissão             | Nacionalidade | Observações | Ref |
| --------- | ------------ | --------------------- | ------------- | ----------- | --- |
| 6 de Maio | B. C. Forbes | jornalista financeiro | Reino Unido   | n. 1880     |     |